# Col de la Madeleine
Col de la Madeleine er et (1.993 m.o.h.) bjergpas over Alperne i departementet Savoie i det sydøstlige Frankrig. Passet ligger i en sidedal benævnt Vallèe de l'eau Rousse til den større dal Tarentaise.
Bjergvejens stigning har en længde på 24,3 kilometer, når den køres fra Tarentaise mod Maurienne-dalen. Højeste punkt er 1.993 meter over havets overflade. Den gennemsnitlige stigning er på 6,2 %. Landevejen D213 går over passet. Passets nordside begynder ved byen Notre-Dame-de-Briancon i Tarentaise-dalen.
Fra sydsiden, fra byen La Chambre i Maurienne-dalen, er stigningen 19,8 kilometer med en gennemsnitlig stigningsprocent på 7,7 %
I Maurienne-dalen findes et pas på 1.746 m.o.h. med samme navn. Madeleine må ikke forveksles med passet Maddalena.  

## Galleri
- Skiområdet Valmorel

## Tour de France på Madeleine-passet
Col de la Madeleine var en del af 9. etape i Tour de France 2010, hvor den var den sidste stigning uden for kategori.